# Stříbrnice (Vrbice)
Stříbrnice je malá vesnice, část obce Vrbice v okrese Jičín. Nachází se asi 2 km na jihovýchod od Vrbice. V roce 2009 zde bylo evidováno 47 adres. V roce 2001 zde trvale žilo 24 obyvatel.
Stříbrnice leží v katastrálním území Stříbrnice v Čechách o rozloze 2,4 km2.

## Historie
První písemná zmínka o obci pochází z roku 1594.

## Pamětihodnosti
- Sloup se sochou sv. Gotharda